# Kenneth Bülow
Kenneth Bülow (3 de enero de 1980) es un deportista danés que compitió en remo. Ganó una medalla de plata en el Campeonato Mundial de Remo de 2001, en la prueba de ocho con timonel ligero.

## Palmarés internacional
| Campeonato Mundial | Campeonato Mundial | Campeonato Mundial | Campeonato Mundial      |
| Año                | Lugar              | Medalla            | Prueba                  |
| ------------------ | ------------------ | ------------------ | ----------------------- |
| 2001               | Lucerna (Suiza)    | Medalla de plata   | Ocho con timonel ligero |